# Abajo Mountains
Die Abajo Mountains, unter Einheimischen auch Blue Mountains genannt, sind ein vulkanischer Gebirgszug des Colorado-Plateaus im Südosten des US-Bundesstaats Utah, westlich von Monticello und nördlich von Blanding im San Juan County. Das Gebirge ist stark bewaldet und liegt innerhalb des Manti-La Sal National Forest. Obwohl der spanische Name Niedrige Berge bedeutet, erreicht der höchste Gipfel, der Abajo Peak, eine Höhe von 3.465 Metern.

## Geografie und Geologie
Die Abajo Mountains liegen westlich des U.S. Highway 163 zwischen den Orten Monticello und Blanding. Das Gebirge gehört zum Manti-La Sal National Forest und wird von den Ortskundigen als the Blue Mountains (Blaue Berge) bezeichnet. Es gibt mehrere Wanderwege, Panoramastraßen und Campingplätze, die aber zumeist nur von Einheimischen genutzt werden, weil die Berge relativ unbekannt sind. Der Gipfel des Abajo Peaks ist über eine recht gute, jedoch nur wenige Monate jährlich geöffnete Straße mit dem Auto zu erreichen. Es führen allerdings einige schöne Wanderrouten den Berg hinauf, der auf der Nordseite bis zum Gipfel bewaldet ist. Das Blue Mountain Ski Resort (Blue Mountain Skigebiet) an der Nordostseite des Abajo Peaks wurde vor einigen Jahren wegen unzureichender Rentabilität geschlossen. Die Abajo Mountains steigen weniger abrupt aus der sie umgebenden Wüstenebene auf als andere Gebirge in der Region. Die Berghänge steigen sanft bis zu einer Höhe von 2.300 bis 2.700 Metern an und enden in abgerundeten Bergkuppen. Während die trockenen Südseiten der Berge mit Gras bewachsen sind, findet man auf den feuchteren Nordhängen Wälder aus Kiefern, Fichten, Tannen und Espen. Die Berge bilden eine grüne Insel inmitten einer vorwiegend mit Sagebrush bewachsenen Wüstenlandschaft.
Das Gebirge liegt auf dem Colorado-Plateau und besteht, wie auch die benachbarten La Sal Mountains und die Henry Mountains, aus magmatischen Intrusionen, die gegen Erosion relativ widerstandsfähig sind. Deshalb sind hier spektakuläre Felsformationen nicht zu finden. Einige dieser Intrusionen bilden Lakkolithe, die in einigen Kilometern Tiefe eingelagert sind. Das vorherrschende Eruptivgestein besteht aus porphyrischen Hornblende-Diorit. Das Alter der Einlagerungen in den Abajo Mountains wird von Geologen auf 22 bis 29 Millionen Jahre geschätzt.

## Geschichte
Die erste bekannte Indianerkultur in Utah war die Clovis-Kultur, benannt nach einer Fundstätte in New Mexico und gekennzeichnet durch ihre charakteristischen Projektilspitzen. Die Clovis-Menschen lebten etwa 11.600 bis 10.700 v. Chr. Um 100 n. Chr. erschienen im Südwesten der heutigen Vereinigten Staaten die Anasazi mit ihren Lehmbauten an oder in Felswänden. Um 1550 trafen spanische Entdecker von Mexiko kommend auf die hier lebenden Indianer vom Stamm der Ute. Als Juan de Oñate die spanische Herrschaft am Ende des 16. Jahrhunderts in New Mexico etablierte, kamen mit den Spaniern einige hundert Pferde in das Gebiet und ein paar davon in den Besitz der Indianer. Schon zur Mitte des 17. Jahrhunderts benutzten die Ute das Pferd als Pack- und Reittier und waren in der Lage, die Berge zu besiedeln. Die ersten Mormonen erreichten um 1880 über den Hole-in-the-Rock-Trail das heutige Bluff. Von dort besiedelten sie das rund 70 km nördlich gelegene Gebiet in der Nähe des heutigen Monticello. Sie errichteten ihre Farmen zunächst am unberechenbaren San Juan River. Nach mehreren Überschwemmungen zogen sie ins höher gelegene Land am Fuße der Abajo Mountains, wo mehrere Flüsse und Bäche aus den Bergen kommend zu Tal flossen, darunter der Piute Spring, der Soldier’s Spring und der Montezuma Creek. Mormonenführer Francis A. Hammond schickte einige Mormonenfamilien an die Stelle des heutigen Monticello, um dort eine neue Siedlung zu errichten.
Obwohl der Old Spanish Trail zu Beginn des neunzehnten Jahrhunderts dicht am Fuß der Berge vorbeiführte, dauerte es bis zum Jahr 1880, als Rinderzüchter wie Edmund und Harold Carlisle oder I.W. Lacy das Weideland für ihre Rinderherden entdeckten. Im Sommer trieben Cowboys die Herden zum Grasen an die Berghänge der Abajo Mountains, Elk Ridge und La Sal Mountains und in der kalten Jahreszeit fanden sie Schutz und Nahrung in den Canyons und Vorgebirgen. Es kam zu Spannungen mit den Ureinwohnern, die ihre Lebensgrundlage in den Mäulern und unter den Hufen von annähernd 20.000 Rindern verschwinden sahen. Schon bald war das Gebiet überweidet und die Erosion tat ein Übriges, so dass die Berge ihr früheres Aussehen verloren.
Es entwickelte sich ein heftiger Konflikt zwischen den Mormonen, Cowboys der Carlisle Ranch und Ute-Indianern über Wasser- und Landrechte. Es folgten Warnschüsse, hitzige Streitgespräche und regelrechte Gefechte. Die Mormonen erfuhren von ihren Anwälten, dass der Besitzer der Carlisle Ranch keine legalen Wasser- und Landansprüche in der Region besaß und erhoben nun ihrerseits Anspruch auf das Wasser des Southforks und drei Viertel des Wassers vom Northfork des Montezuma Creek, der ihnen bewilligt wurde. Im Jahr 1887 wurde Monticello gegründet und 1905 folgte Blanding. Die Wasserversorgung der Orte bereitete weiterhin Probleme und das Wasser für Blanding musste teilweise über einen Tunnel dorthin geführt werden. 1907 gründete Präsident Theodore Roosevelt den Monticello Forest Reserve, der die Abajo und die Elk Mountains mit insgesamt rund 867 km² umfasste. Zwei Jahre später kamen die La Sal Mountains dazu und der Name wechselte in La Sal National Forest.
Im Zweiten Weltkrieg wurden im San Juan County Vanadium- und Uranvorkommen entdeckt, beides waren Rohstoffe für die Herstellung von Atombomben. 1943 begann in Monticello die Produktion von Uran und Vanadium für das Manhattan-Projekt. Die Uran-Minen im San Juan County gehörten zu den reichsten Vorkommen in den Vereinigten Staaten. 1960 wurde die Förderung durch die US-Atom-Energie-Kommission beendet und zwischen 1989 und 2004 begannen umfangreiche Arbeiten, um den kontaminierten Boden zu entsorgen und alles radioaktive Material in ein Zwischenlager bei Monticello zu schaffen. Viele Bewohner Monticellos beklagen, dass die Radioaktivität der Uranbearbeitung Ursache für Krebserkrankungen von Bewohnern und Mitarbeitern der Produktionsfirma sei. Ein Gesetz von 2009 sichert allen Bürgern, die zwischen 1941 und 2000 in Monticello lebten, kostenlose Krebsuntersuchungen zu.
1950 wurde der 4.900 km² große Manti-La Sal Forest eingerichtet. Heute verwaltet der Forest Service ein Gebiet mit markierten Wanderwegen, Campingplätzen, zahlreichen Wildtieren und einer atemberaubenden Aussicht auf grüne Berge, die in Kontrast zum rotbraunen Tiefland voller natürlicher Sandsteinmonumente stehen. Die Region ist noch relativ unbekannt und nicht so überlaufen, wie die nahegelegenen Nationalparks.